# Магнітне насичення

Криві намагнічення 9 феромагнітних матеріалів, що показують насичення.
1) листова сталь
2) кремнієва сталь
3) лита сталь
4)
5) магнітна сталь
6) чавун
7) нікель
8) кобальт
9) магнетит

Магнітне насичення — це стан магнітного матеріалу, який досягається, коли збільшення напруженості прикладеного зовнішнього магнітного поля H не може ще більше збільшити намагніченість матеріалу, тому загальна магнітна індукція B більш-менш вирівнюється. (Однак намагніченість продовжує дуже повільно зростати з полем через парамагнетизм.) Насичення є характеристикою феромагнітних і феримагнітних матеріалів, таких як залізо, нікель, кобальт та їхні сплави. Різні феромагнітні матеріали мають різні рівні насичення.

## Опис
Насичення найбільш чітко видно на кривій намагніченості (також називається кривою BH або кривою гістерезису) речовини, як вигин праворуч від кривої (див. графік праворуч). У міру збільшення напруженості поля H намагніченість B асимптотично наближається до максимального значення, рівня насичення речовини. Технічно вище рівня насичення намагніченість B продовжує зростати, але з парамагнітною швидкістю, яка на кілька порядків менша, ніж швидкість зростання феромагнітної намагніченості, яка спостерігається нижче насичення.
Співвідношення між напруженістю поля H і намагніченістю B також можна виразити як магнітну проникність: {\displaystyle \mu =B/H} або відносну проникність {\displaystyle \mu _{r}=\mu /\mu _{0}}, де {\displaystyle \mu _{0}} є магнітною проникністю вакууму. Проникність феромагнітних матеріалів непостійна, а залежить від H. У матеріалах, які насичуються, відносна проникність збільшується з H до максимуму, потім, коли вона наближається до насичення, інвертується та зменшується до одиниці.
Різні матеріали мають різний рівень насичення. Наприклад, сплави заліза з високою проникністю, які використовуються в трансформаторах, досягають магнітного насичення при 1,6–2,2 тесла (T), тоді як ферити насичуються при 0,2–0,5 Т. Деякі аморфні сплави насичуються при 1,2–1,3 T. Мю-метал насичується приблизно при 0,8 Т.

Внаслідок насичення магнітна проникність μ_{f} феромагнітної речовини досягає максимуму, а потім падає.

## Пояснення
Феромагнітні матеріали (наприклад, залізо) складаються з мікроскопічних областей, званих магнітними доменами, які діють як крихітні постійні магніти, які можуть змінювати напрям намагніченості. До того, як до матеріалу буде прикладено зовнішнє магнітне поле, магнітні поля доменів орієнтуються у випадкових напрямках, ефективно компенсуючи одне одного, тому сумарне зовнішнє магнітне поле є незначним. Коли зовнішнє намагнічувальне поле H прикладається до матеріалу, воно проникає в матеріал і вирівнює домени, змушуючи їхні крихітні магнітні поля повертатися та вирівнюватись паралельно зовнішньому полю. Поля доменів додаючись створюють велике магнітне поле B, яке виходить за межі матеріалу. Це називається намагніченістю. Чим сильніше зовнішнє магнітне поле H, тим більше домени вирівнюються, що дає вищу намагніченість B. Зрештою, при певному зовнішньому магнітному полі доменні стінки переміщуються настільки далеко, наскільки вони можуть, і домени вирівнюються настільки, наскільки це дозволяє кристалічна структура, тому відбувається незначна зміна доменної структури при подальшому збільшенні зовнішнього магнітного поля вище цієї межі. Намагніченість залишається майже постійною і називається намагніченістю насичення. Доменна структура при насиченні залежить від температури.

## Ефекти та застосування
Насичення накладає практичне обмеження на максимальні магнітні поля, які можна досягти в електромагнітах із феромагнітним осердям і трансформаторах близько 2 Тл, що обмежує мінімальний розмір їхніх осердь. Це одна з причин, чому високопотужні двигуни, генератори та трансформатори підстанцій фізично великі. Через необхідність проводити великий магнітний потік, необхідний для виробництва високої потужності, вони повинні мати великі магнітні осердя. У застосуваннях, де вага осердь повинна бути мінімальною, наприклад, трансформатори та електродвигуни в літаках, часто використовується сплав з високим значенням насичення, такий як пермендюр.
В електронних схемах коли струм через трансформатори та котушки індуктивності з феромагнітними осердями достатньо великий, щоб довести матеріали їх осердя до насичення, вони працюють нелінійно. Це означає, що їх індуктивність та інші властивості змінюються зі змінами пропущеного струму. У лінійних схемах це зазвичай вважається небажаним відхиленням від ідеальної поведінки. Коли застосовуються сигнали змінного струму, ця нелінійність може спричинити генерацію гармонік та інтермодуляційних спотворень. Щоб запобігти цьому, рівень сигналів, що подаються на котушки індуктивності із залізним осердям, має бути обмежений, щоб вони не насичувались. Щоб зменшити вплив насичення, у деяких типах осердь трансформаторів створюється повітряний зазор. Струм насичення — струм через обмотку, необхідний для насичення магнітопроводу, вказується виробниками в специфікаціях багатьох індукторів і трансформаторів.
З іншого боку, насичення використовується в деяких електронних пристроях. Насичення використовується для обмеження струму в трансформаторах із насиченим осердям, що використовуються в дуговому зварюванні, і ферорезонансних трансформаторах, які служать регуляторами напруги. Коли первинний струм перевищує певне значення, осердя переходить в область насичення, обмежуючи подальше збільшення вторинного струму. У складнішому застосуванні котушки індуктивності з насиченим сердечником і магнітні підсилювачі використовують постійний струм через окрему обмотку для контролю імпедансу індуктора. Зміна струму в обмотці керування переміщує робочу точку вгору та вниз на кривій насичення, керуючи змінним струмом через індуктор. Вони використовуються в баластах флуоресцентних ламп та системах керування потужністю.
Насичення також використовується у феррозондових магнітометрах і феррозондових компасах.
У деяких аудіопристроях для внесення спотворень у аудіосигнал навмисно використовуються трансформатори або котушки індуктивності в режимі насичення. Магнітне насичення генерує гармоніки непарного порядку, зазвичай вносячи спотворення третьої та п'ятої гармонік у нижній і середній діапазон частот.